# Саша Сон
Дмитро Шавров (нар. 18 вересня 1983), більш відомий під своїми сценічними іменами Саша Сонг або Саша Сон, — литовський співак, автор пісень. Він представляв Литву на пісенному конкурсі Євробачення 2009.

## Біографія
Дмитро Шавров народився 18 вересня 1983 року.
Одним з перших його учителів була бабуся, педагог і флейтистка Ніна Шаврова, артистка симфонічного оркестру Литовської філармонії. У дитячі роки в його репертуарі були пісні з репертуару Робертіно Лоретті та Уітні Хьюстон. У 12 років вийшов перший його сольний альбом. Його легендарна пісня «Mamai» (Мамі), яку написали відомі литовські композитори Овідіюс Вишняускас і Гінтарас Здебскісо, принесла йому славу. У 1995 році Саша отримав премію «Bravo» як «Кращий новий виконавець року». 8 років співак навчався у Лондоні. Разом з Hywel Sam завоював гран-прі міжнародного музичного конкурсу «Паланга 2005».

### Професійне життя
Саша Сон представляв Литву на пісенному конкурсі Євробачення 2009, він пройшов до фіналу, де посів 23 місце. Раніше Дмитро працював з переможцем Євробачення 2008 Дімою Біланом. На фіналі попереднього відбору Євробачення він отримав повну кількість балів від усіх журі. Він знову брав участь у національному відборі Литви на Євробачення 2010 разом з Норою з піснею «Say Yes to Life».